# Суцано Мирабела (Пјаченца)
Суцано Мирабела је насеље у Италији у округу Пјаченца, региону Емилија-Ромања.
Према процени из 2011. у насељу је живело 50 становника. Насеље се налази на надморској висини од 124 м.